# 忻新泉
忻新泉（1935年—），男，祖籍浙江宁波，生于上海，中国无机化学家、化学教育家，曾任南京大学教授、博士生导师，中国化学会理事。